# Acetylsalicylsyre
Acetylsalicylsyre (i USA kaldet aspirin) er et febernedsættende, smertestillende og antiinflammatorisk stof. Det har desuden en blodfortyndende effekt, og det kan ved dagligt brug i længere tid medføre mavesår. Stoffet er et derivat af det naturligt forekommende stof, salicylsyre, der findes i piletræernes bark og i mjødurtens blomster. Acetylsalicylsyre omdannes i kroppen til salicylsyre. Det indgår i flere populære håndkøbslægemidler, herunder Aspirin, Magnyl, Kodimagnyl og Treo, og den helbredende effekt er overleveret i folkemedicinen og blev anvendt i oldtidens Sumer og Kina for 4.000 år siden.

## Historie
Acetylsalicylsyre blev lanceret i 1899 af det tyske medicinalfirma Bayer under navnet Aspirin, hvor navnet er sammensat af a for acetyl, spir for "spiræasyre", (som stammer fra slægtsnavnet for mjødurt: Spiraea, hvor blomsterne indeholder salicylsyre, også kaldt "pilesyre", da den findes i piletræets bark) og in – en almindelig kemisk endelse. Aspirin lindrede Carusos hovedpine og var et af de få midler, der mildnede Kafkas angst. Thomas Mann og Erich Honecker tog aspirin - og aspirin var i 1969 med til månen, fordi det hjalp Neil Armstrong med hans muskelsmerter.
I 1859 havde Hermann Kolbe opdaget den kemiske struktur i salicylsyre og fremstillet det syntetisk; og i 1874 begyndte selskabet Heyden ved Dresden at fabrikere og sælge syntetisk salicylsyre, et billigere produkt end naturligt udtræk af pilebark. Men salicylsyre irriterer mavesækken, og en del patienter kan slet ikke tåle stoffet. I 1897, da Felix Hoffmann (1868–1946) var ansat ved Bayer, syntetiserede han i løbet af to uger to meget forskellige stoffer - aspirin og heroin. Hoffmanns far led slemt af gigtsmerter og tålte salicylsyre dårligt; og sønnen skal aktivt have ledt efter en mildere form af stoffet til hjælp for sin far. Heinrich Dreser, der ledede Bayers laboratorium, afprøvede først stoffet på sig selv; og da det åbenbart ikke var giftigt, afprøvede han det på dyr og snart efter på sygehuspatienter i Halle an der Saale. I dag menes, at Arthur Eichengrün også bidrog afgørende ved udviklingen af aspirin, men er udeladt af historien, fordi han var jøde.
Selskabet Bayer søgte om patent på stoffet, men det blev afslået, idet acetylsalicylsyre allerede var fremstillet syntetisk af Kolbe i 1859, skønt ikke i ren og stabil form. Ikke desto mindre markedsførte Bayer stoffet fra 1899 under mærkenavnet Aspirin som et pulver i glasflasker. Bayer fik patent i USA og eneret på markedsføring fra 1900 til 1917. I 1919 solgte Bayer sit amerikanske anlæg til Sterling Products i West Virginia. Sterling måtte dog opgive eneretten på aspirin, som snart blev fremstillet verden over. Sterling blev opkøbt af Smith Kline Beecham, der senere solgte sin amerikanske andel med aspirin til Bayer for 1 milliard US$.
Acetylsalicylsyre har samme virkning som salicylsyre, men er mere afdæmpet og kontrolleret. Derfor blev det et populært smertestillende medikament, også under navne som Albyl, Kodimagnyl og Magnyl. Desværre viste det sig, at stoffet irriterer mavesækken og kan fremkalde mavesår, så i dag er det i vidt omfang erstattet af andre stoffer som paracetamol.

## Anvendelse
- Smertestillende: Bruges ved svage til moderate smerter, som hovedpine, tandpine, muskelsmerter, knoglesmerter, ledsmerter og menstruationssmerter. Dosis 500-1.000 mg eventuelt i kombination med kodein.
- Antiinflammatorisk: Virker dæmpende på inflammation, f.eks. på hævelse af muskler og led efter slag eller skader.
- Akut behandling af blodpropper: 300 mg ved blodpropper i hjertet.
- Blodpropsforbyggende (tromboseprofylakse): 75-100 mg dagligt.
- Feber: Bruges kun sjældent mod feber. Her vælger man oftere paracetamol (fx Panodil), da der er færre bivirkninger forbundet med det.
- Har været anvendt i behandling af blodpropper i hjernen, omend man ved apopleksier først er nødt til at foretage en CT-scanning af hjernen for at afkræfte blødninger, der ville forværres af acetylsalicylsyrens blodfortyndende virkning.
- Flere nye studier viser, at acetylsalicylsyre i daglige doser på 75 mg kan have en vis forebyggende effekt mod flere kræftformer, specielt tyktarmskræft, lungekræft og spiserørskræft.[8][9]
- Ifølge Haveselskabet kan et juletræ uden rod holde sig friskt længere og holde på nålene, hvis man sætter træet i en juletræsfod og stammen ned i en spand vand med en 1-2 hovedpinebrusetabletter indeholdende acetylsalicylsyre som Kodimagnyl[10].

### Forebyggelse af kræft
Indtagelse af aspirin reducerer risikoen for at få tarmkræft og tyktarmskræft ved at blokere for et enzym, som får kræftceller til at formere sig. En undersøgelse gennemført blandt 25.570 personer af forskere fra Oxford University viste, at en lav dosis aspirin, omkring 75 milligram dagligt, kan reducere risikoen for at få kræft med mellem 21 og 54 %, afhængigt af kræftform og hvor længe man har taget den daglige dosis. Samtidig må overvejes, om den øgede risiko for mavesår og blødninger opvejes af den forebyggende effekt mod kræft.
Aspirin ser også ud til at være virksomt mod prostatakræft og Alzheimer. Stoffet påvirker syntesen af prostaglandiner, som igen påvirker kroppens reaktion på sår og betændelser. Prostaglandiner påvirker nervesystemet til at overføre smertesignaler; de får blodpladerne til at klæbe sig sammen og standse blødninger, og de fremkalder betændelse, dvs. en kraftig lokal aktivering af immunsystemet. Dette er livsvigtige funktioner, men de var af større betydning for menneskelig overlevelse i en tid, da de alvorligste trusler kom fra angreb af vilde dyr og akutte bakterieinfektioner. I moderne tid stammer smerter oftere fra kroniske tilstande end fra akutte sår, og blodpropper forårsager hjerteinfarkt, mens betændelser mistænkes som årsag til atherosklerose, Alzheimer og kræft. Aspirin undertrykker betændelser, forhindrer blodet i at klumpe sig sammen og har vist sig som en effektiv hjælper i bekæmpelsen af flere lidelser. I 1997 tog 6,8 millioner amerikanere en lav dosis aspirin dagligt; i 2002 var tallet oppe på 26 millioner. En typisk lav dosis er 70-80 mg dagligt. Ved en undersøgelse fremkom en så enorm reduktion i antal hjerteinfarkt (44 %), at studiet blev afsluttet efter 5 år, skønt man havde planlagt den at vare i ti år. Tre senere studier har bekræftet fundene hos både kvinder og mænd. Samtidig må man vurdere den forhøjede risiko for indre blødninger.

## Syntese
Acetylsalicylsyre kan fremstilles ved en kondensationsreaktion mellem salicylsyre og ethansyreanhydrid, hvor ethansyre dannes som biprodukt. Ethansyreanhydrid anvendes, da det er mere reaktivt end ethansyre, og fordi det ikke danner vand, som kan ødelægge den dannede acetylsalicylsyre ved hydrolyse. Til reaktionen tilsættes svovlsyre ofte som katalysator.

## Bivirkninger
Der er en række bivirkninger forbundet med brugen af acetylsalicylsyre. De mest almindelige er symptomer fra mave-tarm systemet, f.eks. kvalme, opkastning og trykken ved mellemgulvet. Ved længere tids brug kan der opstå blødning fra mavesækken og mavesår (ulcus pepticum). Ved langtidsbrug af høje doser (4-6 g dagligt) kan der opstå tinnitus, hovedpine, tågesyn, svedudbrud og svimmelhed.
Allergiske reaktioner overfor acetylsalicylsyre er ikke helt sjældne. Det ses oftest ved udslæt og luftvejssymptomer. Ved svære reaktioner kan der udvikles anafylaktisk chok, som er livstruende og kræver akut behandling. Derfor anbefales det at man udviser forsigtighed ved brug af acetylsalicylsyre til patienter med astma og tidligere anafylaktiske reaktioner.